# 改革战争
墨西哥的三年改革战争（西班牙語：Guerra de Reforma）是贯穿了墨西哥19世纪自由派和保守派斗争的一个插曲。自由派们想要建立一个墨西哥联邦，想要限制教会和军队对国家的控制。而保守派则希望建立一个中央集权的政府，在这个政府的治下军人们能够永久保持他们的传统特权，哪怕这个政府由君主和教会把持也在所不惜。当权的自由派宣布驱逐安东尼奥·洛佩斯·德·桑塔·安纳，以及通过一系列法律剥夺教会和军队，特别是教会的特权和利益时，这场斗争最终演变成了一场全面内战。保守派的反对在伊格那西奥·科蒙弗特（Ignacio Comonfort）总统时达到了最高潮，他们执行了塔库巴亚计划（Plan of Tacubaya）迫使伊格那西奥政府倒台。并导致自由派把首都迁往韦拉克鲁斯。保守派控制了墨西哥城和中墨西哥大部，而其他各州有的倒向保守派，有的追随自由派政府。起初，由于军事经验不足，自由派在起初连吃败仗。但局势在保守派两攻韦拉克鲁斯不克之后发生了逆转。此后，自由派取得了连胜并迫使保守派于1860年12月投降。尽管保守派失败了，在乡村里，他们的小股武装在很长的一段时间内依旧活跃。此外，在接下来的法墨战争中，他们密谋借助法国人的力量将马西米连诺一世扶上皇位。

## 历史背景
在墨西哥独立战争结束后，在艰难恢复的同时，墨西哥的政治力量发生了严重的分裂。自1821年至1857年这36年以来，整整有50个不同的政府统治着这个国家。它们的政治体制有专制政体、行宪的共和政体乃至伊图尔维德的帝制。 总的来看，这些政治党派可以大致被分成两个阵营：自由派和保守派。
无论是自由派还是保守派，它们都开端于共济会的秘密集会。这样的秘密集会方便了他们对政治进行讨论。保守派与共济会中的苏格兰仪派结盟，而自由派则和约克仪派联合在一起。保守派偏爱一个强大的中央政府，其中的许多人甚至想要一个欧洲式的君主来统治这个国家。他们想要把许多殖民地时代留下来的制度，包括教士和军人的免税权和司法豁免权保留下来。而自由派，与之相反的是，希望能够建立一个以启蒙思想为基础的联邦共和国，并由于受到启蒙思想的影响，要求限制教会和军队的特权。在改革年代结束之前，墨西哥在自由派和保守派的争斗和抵御外侮中蹒跚前行。 改革年代通常指的是1855年到1876年的那段岁月。

## 在1850年代自由派取得的优势
在1850年代，自由派在贝尼托·胡亚雷斯、米格尔·莱尔多·德特哈达和胡安·阿尔瓦雷斯（Juan Álvarez）等杰出领袖的领导下控制了政府。而对政府支配地位的夺取是在美墨战争之后，墨西哥半数的北方领土割让给美国之后获得的。自由派相信军队和教会是墨西哥大部分问题的根源。
自由派内部分两派：“puro”派（激进派，原意为“纯洁”）和“moderados”（温和派）。当两个派系的流亡领袖胡亚雷斯和麦却尔·奥坎波在1854年的新奥尔良达成协议一起支持阿尔瓦雷斯发动反抗安东尼奥·洛佩斯·德·桑塔·安纳的武装起义时，两派团结在了一起。此时的桑塔·安纳正因丢失德克萨斯而广受谴责。二人起草了一份称为阿育特拉计划（Plan of Ayutla）的文件。按照计划，他们应当广泛联合各个势力来把桑塔·安纳赶下总统宝座。
在1850年之前，自由派就开始对天主教会的思想霸权发动挑战。最早从1820年代开始，自由派就在州一级发动改革。在30年代，瓦伦丁·戈麦斯·法里亚斯代总统的改革手段便已经引发了亲教会势力的抵抗。它们包括教会本身、保守派控制的州以及像拉·克鲁兹报（La Cruz）这样的亲教会报纸以及零散的保守团体。他们有一点是共同的：也就是强烈抨击自由派的政策和意识形态。这种意识形态源自欧洲的启蒙运动，它试图减少天主教在社会生活中发挥的作用。始于三四十年代的改革措施在改革年代被汇总成几部浓缩着改革原则的法令（分两个阶段：1855年—1857年和1858年—1860年）。一八五七宪法（Constitución Federal de los Estados Unidos Mexicanos de 1857）就是诞生在第一阶段的尾声。更多的改革法令则在1861-1864年以及1867年彻底战胜保守派后通过

## 改革法令
阿育塔亚计划的成功使得阿尔瓦雷斯得以成为总统。他是一位激进派并将其他激进自由派安排到政府的要职上。胡亚雷斯成为了司法部长，莱尔多当上了发展部长，而奥坎波则被任命为外交部长。
第一个国家级的改革法令颁布于1855年。该法就是所谓的胡亚雷斯法。顾名思义，由本尼托·胡亚雷斯得名。这部法令的主要内容旨在通过将宗教法院的审判范围限制在民事案件来限制军队和教会的司法特权。特别是宗教法院的权威性。这在当时看作是温和的改革手段，因为它没有直接把宗教法庭全盘废除。尽管如此，这一举动引发了国家潜在分裂的爆发。常驻墨西哥城的大主教拉萨罗·德·加尔萨（Lázaro de la Garza）称它是对教会本身的攻击，教士们更是于1855年-1856年在普埃布拉掀起了叛乱。 其他改革法令则直指军人所享有的传统特权。这一点意义重大，因为军人自伊图尔维德皇帝以来就被认为是墨西哥政府统治的支柱。
下一部改革法令被称为莱尔多法，以米格尔·莱尔多·德·特加达的名字命名。按照这份法令，政府开始没收教会土地。该法较胡亚雷斯法更为激进。该法的目的是为了使教会和私人团体交出土地，转让给那些租地经营者。这样做被认为能够促进产业发展和增加政府税收。时任财政部长的莱尔多要求教会减价出售它所占有的城乡土地。如果教会不服从法令，政府将把土地公开拍卖。法令同时规定：教会在未来也不得获得任何形式的不动产。然而莱尔多法的涉及面不只是教会。它宣布任何团体都不得拥有土地。这样印第安人村社也不得不交出他们所拥有的土地。对于这一点，为了争取印第安农民的支持，自由派在1859年7月颁布的《改革法》中作了修正，宣布《莱尔多法》不适用于印第安村社。
到了1857年，改革派出台了新的反教会法令，例如伊格莱西奥斯法（得名自何塞·玛利亚·伊格莱西奥斯) 。该法规定了牧师向穷人收取费用的限额，并禁止牧师收取洗礼、结婚以及葬礼费用。尽管法律没有与离婚相关的条例，然而事实上婚姻变成了纯民间行为。出生、结婚以及死亡登记成为了民政事务，由政府的相关部门管辖。胡亚雷斯总统就带头在韦拉克鲁斯登记了他的儿子的出生。宗教节日被裁减，相对的是，政府引入了数个纪念国家重大事件的节日。此外，禁止在教堂之外举行宗教庆典，在公开场合不得穿着教士服装以及敲响教堂的钟。
除此之外，还有一项重要的改革法令即教会国家化的法令，法令将使几乎所有的修道院被用于世俗事务。立法者们希望此举能够削弱教会的影响并能帮助收集足够的税收以偿清借自美国的债务。但直到二十世纪初，这项法令都未能实现预期效果。
在这些法令一个个被通过的同时，国会也在讨论一部新的宪法。代表们在是否沿着先前的改革法令开创的道路上走下去以及墨西哥的政治体制问题即：要一个中央集权制的政府还是联邦共和政府上争论不休。最终，1857年宪法就在代表的争论声中诞生。它宣布，墨西哥将由一个中央集权制的政府来统治。它的条文中并未规定天主教会具有官方性，这给后来的改革法令有关宗教自由的部分留下了空间。

## 内战
每一步改革法令的出台都伴随着保守派、教会以及军方的反抗。这种反抗以内战的形式到达极点。仅仅就在胡亚雷斯法通过之后，托马斯·梅希亚将军（Tomás Mejía）出于保卫天主教会的动机，在克雷塔罗州的格尔达山脉（Sierra Gorda）掀起了反政府叛乱。在接下来的八年中，梅加领导了反自由派的一系列行动。
作为对莱尔多法和一八五七宪法通过的回应，保守派势力夺取了墨西哥城。这一行动被称为塔库巴亚计划。军方控制墨西哥城之后，伊格那西奥·科蒙弗特总统被迫同意保守派提出的条文。然而贝尼托·胡亚雷斯为了捍卫一八五七宪法，坚决不与保守派妥协。因此，他被投入监狱。科蒙弗特随后被逼辞职，菲利克斯·左拉格（Félix Zuloaga）将军接替了他的职务。在抵达了那之后，新任总统的支持者们关闭了国会并四处搜捕自由派政治家以图为这个国家编纂一部有利于他们的宪法。 塔库巴亚计划加剧了国家的分裂，每个州必须选择保卫自由派的宪法抑或是追随保守派的反叛行动。之后，胡亚雷斯从克雷塔罗州的首府克雷塔罗越狱而出。他被推举为自由派过渡领袖。随着左拉格和军队控制了中墨西哥的更多地区，胡亚雷斯和自由派政府只得撤退到了韦拉克鲁斯。至此，自由派得以控制了韦拉克鲁斯州，中西部以及北部的几个州。这个政府将在接下来的三年中常驻在这座城市。
这场被称为改革战争的自由派与保守派的全面内战始于1858年，结束于1861年。胡亚雷斯坐镇韦拉克鲁斯指挥战争。自由派通过收取这座港城的关税来支持战争。
在战争的开始，自由派的领袖和军队都缺乏保守派所富有的战争经验，后果便是连吃败仗。然而，随着战争的持续，自由派积累了宝贵的战争经验，这使得胜利的天平逐渐倒向了他们。1860年米格尔·米拉蒙将军（Miguel Miramón）发动的两次对韦拉克鲁斯的进攻均以失败告终。同年，保守派的军队在瓦哈卡州和瓜达拉哈拉两遭败绩。
米拉蒙在这一年十二月在墨西哥城外向自由派投降。军队于1861年元旦重占首都。胡亚雷斯在一周后返回了这座他阔别已久的城市。尽管夺回了首都，保守派的游击队在乡村可没有放弃抵抗。米拉蒙将军流亡古巴，后来又去了欧洲。可直到法墨战争的结束，马奎斯将军依旧保持活跃，梅希亚在位于格尔达山脉的大本营中仍然不断策划着反自由派的行动。

## 法国干涉前的胡亚雷斯政府
胡亚雷斯的临时总统职位为1861年5月的选举所确认。然而，自由派在1861年的兴奋并不长久。这场战争已经严重损害了墨西哥的基础设施和经济。虽然保守派已经被战胜，然而他们并没有消失，中央政府必须面对他们施于的压力。中央政府不得不做出让步，其中一项让步便是大赦那些被抓获的依旧反抗胡亚雷斯政府的游击队员，尽管正是这些游击队员处决了被他们捕获的自由派，被处决的名单中甚至包括梅尔策·奥坎波。胡亚雷斯政府同时也面对着外国的压力。大不列颠、西班牙和法国由于墨西哥欠下的巨额外债对墨西哥不断施压。墨西哥的保守派仍然想要一个欧式的君主政体，为此他们在法墨战争期间最终与法国共谋将墨西哥的第二位皇帝扶上皇位。

## 注解
1. ↑  这部宪法的正式名称是《墨西哥共和国政治宪法》，与之形成对照的是，通过于1824年的墨西哥宪法的正式名称是《墨西哥各州联盟联邦宪法》，不难看出二者的差别。《世界现代化进程·拉美卷》（江苏人民出版社，2010年1月出版，ISBN 978-7-214-06070-9）就二者的差别指出：为了维护国家的统一和主权完整，此时的自由派实质上转向支持一个强有力的中央政府。
2. ↑  正式名字是《关于诉讼程序的法令》
3. ↑  即《禁止世俗和宗教团体占有不动产的法令》